# 中島舜
中島 舜（なかじま しゅん、2002年4月8日 - ）は、埼玉県川越市出身のプロサッカー選手。Jリーグ・柏レイソル所属。ポジションはミッドフィールダー、フォワード。

## 来歴
中学・高校世代では、柏レイソルのアカデミーで過ごし、2020年には2種登録選手としてトップチームへ登録された
が出場はなかった。トップチームへの昇格はならず流通経済大学へ進学した
。
流通経済大学在籍中の2021年にはU-20全日本大学選抜候補に選ばれた。
大学在籍中の2024年8月に、2025年から柏レイソルへの加入が内定した。

## 所属クラブ
- 川鶴FC / マルバサッカースクール
- 2015年 - 2017年 柏レイソルU-15
- 2018年 - 2020年 柏レイソルU-18
  - 2020年10月 - 12月  柏レイソル (2種登録選手)
- 2021年 - 2024年 流通経済大学
- 2025年 -  柏レイソル

## 個人成績
| 国内大会個人成績 | 国内大会個人成績 | 国内大会個人成績 | 国内大会個人成績 | 国内大会個人成績             | 国内大会個人成績 | 国内大会個人成績 | 国内大会個人成績 | 国内大会個人成績 | 国内大会個人成績 | 国内大会個人成績 | 国内大会個人成績 |
| 年度             | クラブ           | 背番号           | リーグ           | リーグ戦                     | リーグ戦         | リーグ杯         | リーグ杯         | オープン杯       | オープン杯       | 期間通算         | 期間通算         |
| 年度             | クラブ           | 背番号           | リーグ           | 出場                         | 得点             | 出場             | 得点             | 出場             | 得点             | 出場             | 得点             |
| 日本             | 日本             | 日本             | 日本             | リーグ戦                     | リーグ戦         | リーグ杯         | リーグ杯         | 天皇杯           | 天皇杯           | 期間通算         | 期間通算         |
| ---------------- | ---------------- | ---------------- | ---------------- | ---------------------------- | ---------------- | ---------------- | ---------------- | ---------------- | ---------------- | ---------------- | ---------------- |
| 2025             | 柏               | 37               | J1               |                              |                  |                  |                  |                  |                  |                  |                  |
| 通算             | 日本             | 日本             | J1               | \|\|\|\|\|\|\|\|\|\|\|\|\|\| |                  |                  |                  |                  |                  |                  |                  |
| 総通算           | 総通算           | 総通算           | 総通算           | \|\|\|\|\|\|\|\|\|\|\|\|\|\| |                  |                  |                  |                  |                  |                  |                  |

- 2020年は2種登録選手 (出場なし、背番号44)

出場歴
- Jリーグ初出場 - 2025年3月8日 J1第5節 鹿島アントラーズ戦 (三協フロンテア柏スタジアム)